# بنی ینی
بنی ینی (به عربی: بنی ینی) یک شهرداری در الجزایر است که در استان تیزی وزو واقع شده‌است.